# Achille de Bassini
Achille Bassi (Mairago, 5 de maig de 1819 – Cava de' Tirreni, 3 de juliol de 1881) fou un cantant d'òpera italià de la corda de baríton.
Es donà a conèixer en l'escena amb el nom de Bassini. Estudià literatura i filosofia a Milà, però la seva passió per la música va fer que es dediqués completament a aquest art. Estudià cant amb Perelli, debutant el 1839 amb l'òpera d'aquest compositor titulada Galeotto Manfredi. Cantà amb gran èxit en diverses ciutats d'Itàlia i a Londres, Viena i Sant Petersburg, i després de fer una fortuna es retirà de l'escena.